# Jenny Jugo
Jenny Jugo (14 de junho de 1904 — 30 de setembro de 2001) foi uma atriz austríaca da era do cinema mudo.

## Filmografia selecionada
- The Found Bride (1925)
- Express Train of Love (1925)
- Die Nacht mit dem Kaiser (1936)
- The Great and the Little Love (1938)
- A Hopeless Case (1939)
- Our Miss Doctor (1940)
- Nanette (1940)
- Royal Children (1950)